# Gérard Philips (Theologe)
Gérard Gustaaf Alfons Philips (* 29. April 1899 in Sint-Truiden; † 14. Juli 1972 in Löwen) war ein belgischer katholischer Theologe.

## Leben
Gérard Philips studierte von 1917 bis 1919 am Kleinen Seminar St. Truiden und danach am Priesterseminar des Bistums Lüttich. 1922 wurde er zum Priester geweiht. Danach führte er seine Studien bis 1925 an der Päpstlichen Universität Gregoriana fort und lehrte von 1944 an als Dogmatikprofessor am Priesterseminar in Lüttich. Zugleich führte er auch diese Lehrtätigkeit bis 1969 an der Theologischen Fakultät der Katholischen Universität Löwen aus. Von 1953 bis 1968 war er auch belgischer Senator.
Philips war Mitglied der vorbereitenden Kommission des Zweiten Vatikanischen Konzils. Er leitete die Subkommission De revisione der Kommission für Lehrfragen, die unter anderem die Stellungnahmen der Konzilsväter zu den Schemata sichtete und bewertete. Dabei war er als „Reformer“ oft der theologische Widersacher des „Traditionalisten“ Tromp. Er hatte maßgeblich Anteil an der Entstehung der Dogmatischen Konstitution über die Kirche, Lumen gentium. Karim Schelkens fasste seine Tätigkeit wie folgt zusammen: „P. gilt als wichtigster Mitverfasser von Lumen gentium, v. a. weil er im Frühjahr 1963 das neue De ecclesia zu verfassen hatte, das das ursprüngliche, von Tromp redigierte, ersetzte.“ Darüber hinaus war er auch am Entstehungsprozess von Dei Verbum und Gaudium et spes beteiligt. Er arbeitete auch an der Nota explicativa praevia mit. Auf Bitten von Kardinal Suenens erarbeitete er eine Stellungnahme für den belgischen Episkopat gegen die Enzyklika Humanae vitae.
Philips war auch ein bekannter Mariologe und beteiligte sich bei den Internationalen Marianischen Kongressen der 1950er Jahre.

## Schriften
- La raison d'être du mal d'après Saint Augustin, Leuven 1927.
- Hors de l'Eglise point de salut, Luik 1929.
- L. Declerck, W. Verschooten (Hrsg.): Inventaire des papiers conciliaires de Monseigneur Gerard Philips, secretaire adjoint de la Commission Doctrinale. Löwen 2001.
- Karim Schelkens (Hrsg.): Carnets conciliaires de Mgr. Gerard Philips, secretaire adjoint de la Connnission Doctrinale. Löwen 2006.